# Oroër
Oroër ist eine französische Gemeinde mit 541 Einwohnern (Stand 1. Januar 2022) im Département Oise in der Region Hauts-de-France. Die Gemeinde liegt im Arrondissement Beauvais und ist Teil der Communauté de communes de l’Oise Picarde und des Kantons Mouy.

## Geographie
Die von der Autoroute A16 durchquerte Gemeinde, zu der die Weiler Hénu, La Boudinière, Boursines (Sitz der Gemeindeverwaltung) und Oroër sowie ein Teil von Le Bois-Saint-Martin (größtenteils zu Abbeville-Saint-Lucien) gehören, erstreckt sich im Westen bis zur früheren Route nationale 1 rund ´neun Kilometer nördlich von Beauvais.

## Toponymie und Geschichte
Der Name der Gemeinde wird vom lateinischen Oratorium abgeleitet. Der heilige Évrost (oder Evrou), Abt der Abtei Saint-Fuscien, soll hier gegen Ende des 6. Jahrhunderts das Oratorium begründet haben. Das Kapitel von Beauvais besaß in Boursines einen Hof. In dem Ort wurde ein Nonnenkloster gegründet, das im Zuge der Normanneninvasionen nach Beauvais verlegt wurden, wo die Nonnen später das Kloster Saint-Paul erhielten.

## Einwohner
| 1962 | 1968 | 1975 | 1982 | 1990 | 1999 | 2006 | 2011 |
| ---- | ---- | ---- | ---- | ---- | ---- | ---- | ---- |
| 268  | 233  | 254  | 333  | 489  | 538  | 530  | 557  |

## Verwaltung
Bürgermeisterin (maire) ist seit 2013 Arlette Devaux.

## Sehenswürdigkeiten

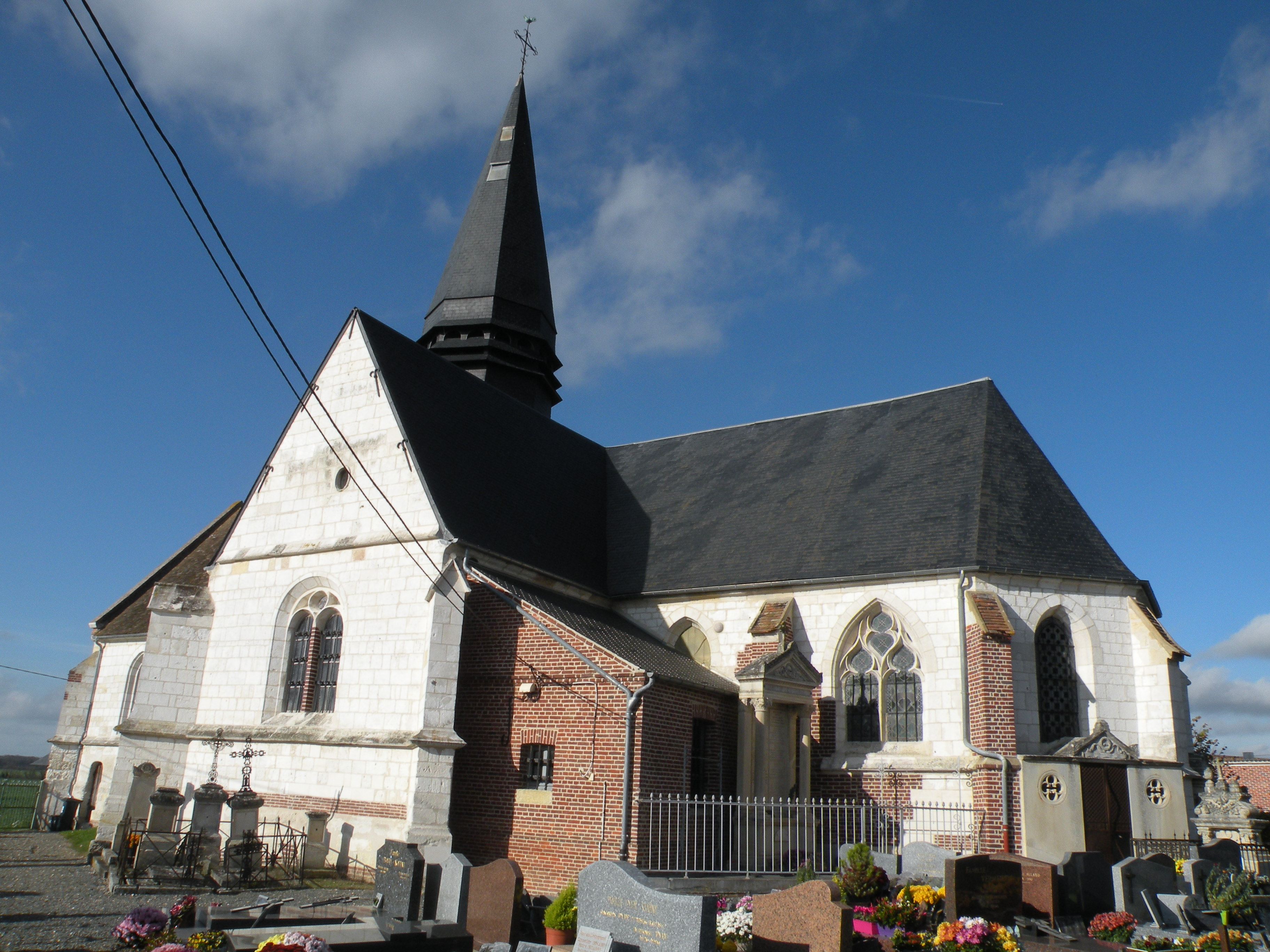
Kirche Saint-Martin

- Kirche Saint-Martin[1]